# Ljuskavci
Ljuskavci ili pangolini (Pholidota) su red iz razreda sisavaca. Karakterističnost ovih životinja su ljuske koje joj daju određenu sličnost s češerima, pa ih se u narodu često i zove životinjama - češerima. Red ima jednu porodicu (Manidae) i jedan rod (Manis) sa sedam vrsta.

## Rasprostranjenost
Ljuskavci žive na jugu Afrike (od Senegala i Sudana do Južne Afrike) kao i u Južnoj i Jugoistočnoj Aziji (od Pakistana pa do Bornea).

## Opis
Najupadljivija osobina ovih životinja su kožne ljuske koje im pokrivaju cijelo tijelo. Ljuske su im kao crijepovi simetrično složene, od leđa prema trbuhu spljoštene i okrenute prema nazad, a kožaste izbočine presvučene su vanjskom kožom. Ljuske nemaju samo na njuški, bočnim dijelovima lica, trbuhu i unutrašnjim dijelovima udova. 
Lubanje su im izdužene i jedne su od najjednostavnije građenih od svih sisavaca. Oči su im male, a ušnu školjku imaju samo vrste koje žive u Aziji. Sukladno ovim osobinama, ljuskavci loše vide i čuju. No, to nadoknađuju vrlo dobro razvijenim osjetilom mirisa. 
Za lov na kukce služe se ekstremno dugim ljepljivim crvolikim jezikom (oko 25 cm). Najveća vrsta, golemi ljuskavac, ima jezik dug do 70 cm, a kako za njega nema dovoljno mjesta u usnoj šupljini, uvlači ga do u prsnu šupljinu.  Ljuskavci nemaju zube.
Imaju snažne kratke noge, zadnje su nešto duže od prednjih. Sva četiri stopala završavaju s po pet prstiju snabdjevenim srpastim pandžama. Koriste ih za raskopavanje mravinjaka i termitnjaka
Veličina tijela ljuskavaca kreće se između 30 i 90 cm, a na njega se nadovezuje dugačak i snažan rep. Teški su, ovisno o veličini, od 2,5 i 33 kg.

## Način života
Životni prostor ljuskavaca su šume i šumovita područja, ali i savane. Neke vrste žive u jamama koje sami iskapaju, ili ih preuzimaju od drugih životinja, dok druge žive u prvom redu na drveću. Pretežno su noćne životinje.
Prednje noge s dugim pandžama koje su jako korisne za kopanje, nisu baš pogodne za kretanje po tlu. Zbog toga se kreću polako, koristeći ih hodajući na vanjskim rubovima stopala. Nešto brže se kreću (do 5 km/h) hodajući samo na zadnjim nogama, i koristeći rep za održavanje ravnoteže. Pri tome prednje noge koriste samo ponekad.
Kreću se polako i smireno, osim kad su ugroženi. Ako su napadnuti, sklupčaju se u loptu okruženu tvrdim ljuskama koje nije lako probiti. Ovaj "oklop" može odoljeti napadu gotovo svakog grabežljivca. Iznimke od ovog pravila su velike mačke i hijene. Pored ovog "oklopa", ljuskavci raspolažu još jednim "oružjem": slično kao neke vrste iz porodice kuna, pored analnog otvora, imaju smrdljive žlijezde iz kojih špricaju napadača.
Ove životinje su u pravilu samotnjaci. Mužjaci su veći od ženki, a svi su dobri plivači.

## Prehrana
Hrane se prije svega terimitima i mravima. Svojim snažnim pandžama, prilagođenim upravo toj svrsi, otvaraju njihove nastambe. Zatim svojim dugim jezicima prekrivenim ljepljivom slinom skupljaju plijen.
Ljuskavci nemaju zube, što znači da plijen dolazi nesažvakan u želudac. Zbog toga, često gutaju male kamenčiće i zrnca pjeska kako bi pomogli želucu u drobljenju lovine. Sam želudac je obložen rožnatim pločicama epitela, kako bi bio zaštićen od ugriza i otrova termita i mrava. Osim toga, azijske vrste imaju na izlasku iz želuca rožnate ploče koje međusobnim trenjem mogu smrviti i najtvrđi hitinski oklop.
Radi zaštite od agresivnih kukaca, ljuskavci mogu zatvoriti svoje uši i nos, a oči prekrivaju debelim kapkom.

## Razmnožavanje
Spolnu zrelost ljuskavci dosežu u dobi od oko 1-2 godine. Zbog njihovog vrlo povučenog života, o razmnožavanju nije puno toga poznato. Skotnost traje, ovisno o vrsti, između devet i dvadeset tjedana, a veličina legla je jedno do dva mladunca. Novorođeni mladunci su odmah dovoljno razvijeni da slijede majku, jedino su im ljuske još mekane. Kod vrsta koje žive na drvetu, mladunče se odmah nakon koćenja penje na korijen majčinog repa, gdje ga majka nosi sve do odbijanja od mlijeka u dobi od oko tri mjeseca. 
Kod vrsta koje žive pod zemljom, mladunci ostaju u jami oko dva do četiri tjedna dok prvi put izađu napolje. Izlaze držeći se na majčinom repu.
Očekivani životni vijek ljuskavaca je oko 13 godina. Najveća poznata starost jednog ljuskavca je 20 godina.

## Ugroženost
Brojnost populacije ljuskavaca opada. Krivnju za tu pojavu snosi, smatra se, prije svega lov. Meso ljuskavaca smatra se delikatesom, a njihove ljuske imaju važnu ulogu u tradicionalnoj kineskoj medicini. I smanjivanje njihovog životnog prostora je jedan od razloga radi čega su se četiri od osam vrsta ljuskavaca našlo na popisu IUCNa kao vrste smanjenog rizika.
U zoološkim vrtovima žive različite vrste ljuskavaca, no razmnožavanje i uzgoj ovih životinja vrlo rijetko uspijeva. Nije sasvim jasno što je pravi uzrok. Moguće je, da je razlog specifičnost potrebne prehrane tih životinja, ali i činjenica da je većina stigla nakon zapljene u ilegalnoj trgovini, pa su pretrpjele određena nepopravljiva zdravstvena oštećenja. 

## Sistematika
Ranije se ljuskavce zbog sličnosti s pasancima i činjenice da nemaju zube, svrstavalo u isti nadred viših sisavaca s krezubicama i pasancima (Xenarthra), no njihove su sličnosti samo površne. Danas ih se svrstava u zaseban red, Pholidota, koji je najsrodniji s redom zvijeri, i zajedno s njima čine takson ferae. Analiza dijelova DNK dokazala je njihovu pripadnost skupini laurasiatheria.

## Vanjske poveznice
- Manis crassicaudata  Arhivirana inačica izvorne stranice od 11. ožujka 2007. (Wayback Machine) na crvenoj listi ugroženih vrsta IUCN 2006. Verzija od 5.1.2007.
- Manis gigantea  Arhivirana inačica izvorne stranice od 12. ožujka 2007. (Wayback Machine) na crvenoj listi ugroženih vrsta IUCN 2006. Verzija od 5.1.2007.
- Manis javanica  Arhivirana inačica izvorne stranice od 24. veljače 2007. (Wayback Machine) na crvenoj listi ugroženih vrsta IUCN 2006. Verzija od 5.1.2007.
- Manis pentadactyla  Arhivirana inačica izvorne stranice od 12. ožujka 2007. (Wayback Machine) na crvenoj listi ugroženih vrsta IUCN 2006. Verzija od 5.1.2007.